# Burns Tri-Sonic

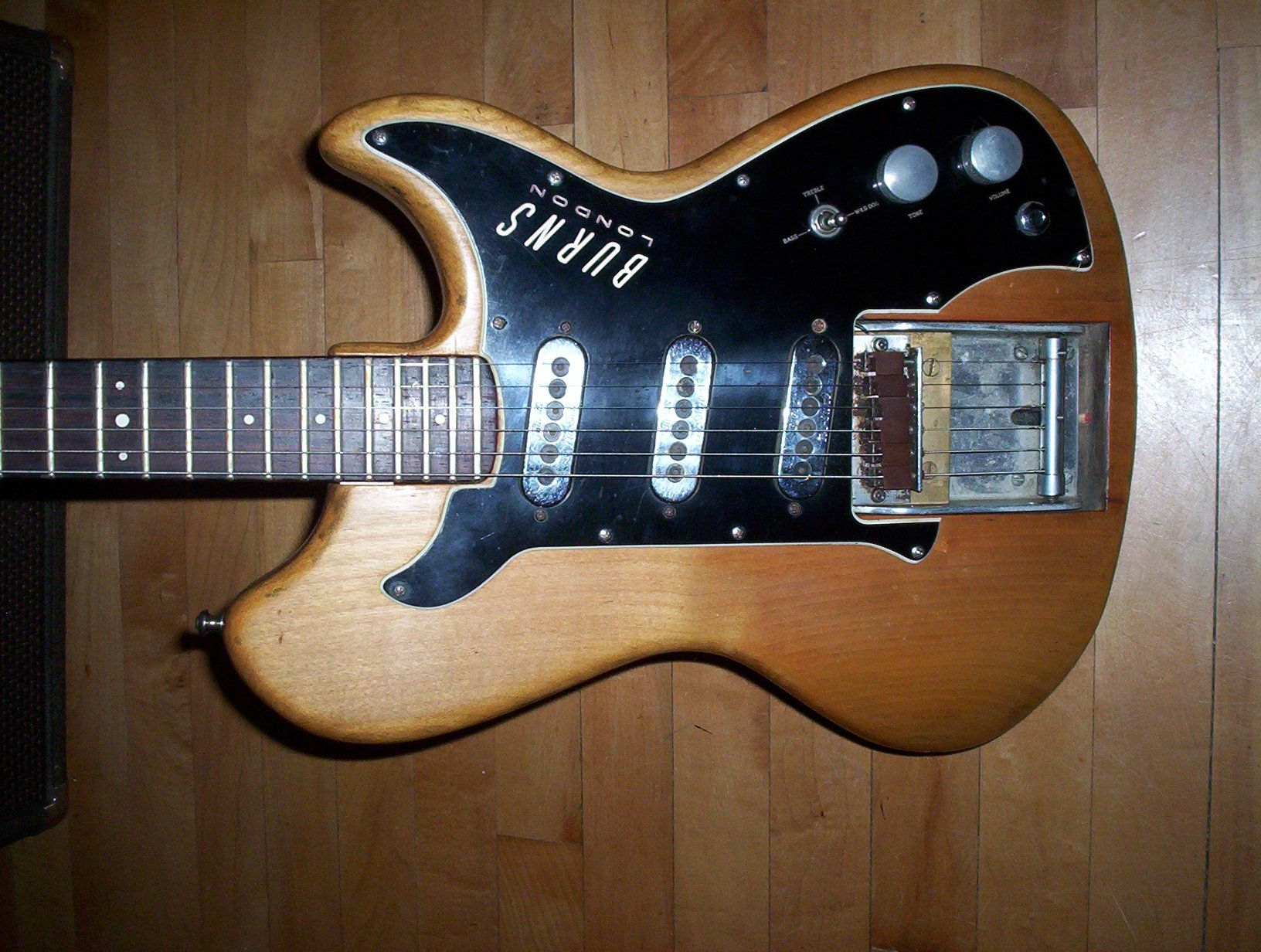
Tres pastillas Tri-Sonic instaladas en una guitarra eléctrica Burns modelo Vista Sonic

Las Burns Tri-Sonic son unas pastillas Single coil de guitarra eléctrica, con imanes cerámicos y cubierta cromada. La ventaja de las pastillas Tri-Sonic es que produce un sonido armónico más rico que las de tipo tradicional. Las pastillas Tri-Sonics son más anchas que las single-coil habituales tales como las Fender. Reemplazar pastillas tradicionales por Tri-Sonic requiere acondicionar la guitarra cambiando, por ejemplo, el ruteado del cuerpo o cambiar las monturas. Un tipo de pastilla Tri-Sonic, el modelo Mini TRi-Sonic, no requiere de estas modificaciones, siendo adecuadas para ser utilizadas con guitarras estilo Fender.

## Construcción
La construcción de una pastilla Tri-Sonic es única. El cable de cobre no se sujeta a una estructura rígida formando una bobina, como en la mayoría de las pastillas, sino que lo hace de manera ovalada alrededor de los imanes, unidos entre ellos únicamente por su atracción magnética, y colocados sobre una base magnética plana de metal, todo ello introducido en una cubierta que dispone de seis agujeros a través de los que se puede ver una pieza de plástico negro pegado al interior, situados por simple motivos estéticos.  
Como resultado del aleatorio pero cuidadoso proceso de cableado, las Tri-Sonic producen un sonido armónico más rico que cualquier otra pastilla bobinada de forma tradicional. La Tri-Sonic recibe su nombre de los tres puntos desde los que el sonido es recogido. Un diseño único.

## Historia
Producidas por la compañía británica Burns of London desde 1960, las Tri-Sonic se usaron en muchas guitarras Burns a mediados de los 60. También se produjo una versión de esta pastilla para bajo.
El guitarrista de Queen Brian May compró un set de tres pastillas cuando fabricó su propia guitarra, la Red Special. Estas tuvieron un papel importante en el desarrollo del sonido distintivo de la guitarra de May. Actualmente Burns London produce una reedición de las Tri-Sonic, Tri-Sonic Mini así como de la Brian May signature.